# 跡美しゅり
跡美 しゅり（あとみ しゅり、1995年〈平成7年〉10月6日 - ）は、日本の女性アイドル、元AV女優。バンビプロモーション所属。東京都出身。

## 略歴
同じ事務所に所属するAV女優7人（跡美しゅり、広瀬うみ、宮崎あや、仁美まどか、水澤りこ、北川ゆず、かなで自由）でアイドルユニット「原宿☆バンビーナ」を結成。2016年10月にデビューCD『Fantasmile!/fairyMagic』が発売。アイドルとしてのキャッチコピーは「みんなの女王様」だった。
2017年7月8日、7月いっぱいでのAV活動休止と「原宿☆バンビーナ」を8月4日のライブで卒業することを公式ツイッターで発表。
2018年3月9日、2月からAV活動を再開していたことを公式ツイッターで報告。
2020年11月、アイドルグループ「みっぴぃな」を結成。自身もメンバー兼プロデューサーとなる。
2021年6月1日、自身が配信を行っている「しゅりぺろチャンネル」にてAV活動の引退を発表。ただし、事務所には所属を続け、同チャンネルや、みっぴぃなとしての活動を含むタレント活動は継続していく。
2021年8月発表「読者300人が選んだFLASH 2021セクシー女優ランキング」読者投票11位。
2023年10月27日から29日まで東京・QFgallery渋谷で「跡美しゅり写真展」（撮影：飛鳥井里奈）を開催。
2024年10月には渋谷・ギャラリー・ルデコにて、3年連続となる写真展「跡美しゅり誕生写真展」を開催した。同年10月19日に、みっぴぃな解散。
2025年2月、有栖舞衣、小坂ひまり、宮本聡美をメンバーに、新たなアイドルグループ「東京ハイエナ女子」を結成、始動させた。

## 人物
絵画系の芸術学校に出自を持つ。
「男をボコボコにする仕事がしたかったから」という理由で事務所に応募し、メーカー面接の際にはマネージャーから「普通でいてくれ」と言われたが、ほとんど仕事が来なかったため改めてS面を強調して面接周りを行った。この性分のため、最初撮影した『新・素人娘、お貸しします。』では男優を攻め立て2秒しか喘いでいない。なおプライベートでは、彼氏が交際2日目でハイハイをしていたことがあるという。前述したようにフェイバリットプレイのひとつは金蹴り。
すべてを受け止める女優・向井藍と出会い、「どこまで私を受け止めてくれるか」という関心がSの根源と理解したという。
デビューより学業が本業でAVは趣味と公言しているが、ライターの大木テングーは「趣味だからこそ、好きだからこそ自分のやりたいことへのこだわりが強い人」と分析している。

## 作品

### アダルトDVD

#### 2015年
| 発売日   | タイトル | 規格 | 品番     | メーカー                      | 備考                          |
| -------- | --- | ---- | -------- | ----------------------------- | ----------------------------- |
| 9月2日   | ●大学芸術学部映●学科大学生 しゅりちゃん【仮名】 「監督の大学の後輩がまさかのAV出演!?」 釣り好き性格良しの可愛すぎる後輩AVデビュー                                                                                | DVD  | ONEZ-054 | ONEZ                          |                               |
| 9月11日  | 女子プロレスリング Vol.11 | DVD  |          | FIGHTING MOVIES               |                               |
| 9月24日  | 仕事熱心と社内で評判のSOD女子社員6名を選抜! マジックミラー号 一般男性逆ナンパ研修 普段は真面目で仕事一辺倒な彼女達がオチンチンを目の前に興味津々! デカちん・早漏チ○ポ・連射チ○ポ まとめて20発発射させて研修終了! | DVD  | SDMU-258 | SODクリエイト                 | 「観月智美」名義、他5名出演。 |
| 9月25日  | 言葉攻め MIXファイト vol.07 | DVD  | SWT-07   | SUPER SONIC SATELLITES        |                               |
| 10月1日  | 新・素人娘、お貸しします。 VOL.39 | DVD  | CHN-085  | プレステージ                  |                               |
| 10月10日 | 偶然見かけた貧乳女子がまさかのノーブラ!? 見られる事に興奮した彼女の敏感乳首はビンビンに立っていて… 3 | DVD  | RDT-237  | DOC                           |                               |
| 10月10日 | 街行く女子校生に“スク水”着せてHな事しちゃいました!! 2 | DVD  |          | DOC                           | 「みずき」名義、他9名出演。   |
| 10月22日 | テレビ番組の収録と偽り、初対面or知り合いの男女に媚薬を飲ませたら一体どうなってしまうのか…リサーチ!! | DVD  | ONEZ-058 | ONEZ                          | 他2名出演                     |
| 11月5日  | 女子校生のブルマと太もも 〜ちょっとだけレズ風味〜 | DVD  | NFDM-426 | フリーダム                    |                               |
| 11月20日 | なまなかだし10連発SEX | DVD  | ONEZ-062 | ONEZ                          |                               |
| 11月25日 | 学校の図書館で見かけたおとなしそうな文系女子とホテルでセックスしたら、実はエスちゃんで逆に責められてしまった。                                                                                                   | DVD  | APKH-004 | オーロラプロジェクト          |                               |
| 11月27日 | 新・放課後イマドキJKとお散歩わりきりバイト 01 しゅりちゃん | DVD  | SABA-165 | S級素人                       |                               |
| 12月1日  | ちっちゃなカラダと小ぶりなオッパイ。 しゅり148cm | DVD  | MUM-193  | ミニマム                      |                               |
| 12月4日  | ミックスプロレス技研究室(ラボ) 1 | DVD  | CF-7255  | 格闘研究所                    |                               |
| 12月5日  | お嬢様学園の連続射精クラブ 2 | DVD  | NFDM-430 | フリーダム                    |                               |
| 12月7日  | 可愛い顔した悪魔な真性ドS19歳 M男を笑顔で殴る蹴る悪魔女子誕生! しかしラストシーンで大問題勃発! 撮影中断!リアル過ぎる問題作                                                                                       | DVD  | GDTM-096 | ゴールデンタイム              |                               |
| 12月10日 | 濃厚な接吻と親子どんぶり 母の熟れたカラダと娘の若いカラダ、どちらかなんて選べないから二人まとめていただいた | DVD  | HAVD-916 | ヒビノ                        |                               |
| 12月18日 | わがままSっ娘パイパン中出し女子校生 | DVD  | TBTB-042 | クリスタル映像/テクノブレイク |                               |

#### 2016年
| 発売日   | タイトル | 規格 | 品番       | メーカー                           | 備考                                               |
| -------- | --- | ---- | ---------- | ---------------------------------- | -------------------------------------------------- |
| 1月1日   | ご奉仕専用 パイパンメイド | DVD  | WANZ-440   | ワンズファクトリー                 |                                                    |
| 1月5日   | 全裸電気あんま48手 | DVD  | NFDM-434   | フリーダム                         |                                                    |
| 1月8日   | 世界初! 匂いつきAV 教え子を教室に呼び出して健康診断と称したプライベートないたずら 毛も生え揃わない体をふるわせて羞恥に耐えるジミマジ(地味でマジメな)娘 | DVD  | SVDVD-515  | サディスティックヴィレッジ         |                                                    |
| 1月8日   | 素人女子大生限定! パンティ素股でカチカチち●ぽがアソコに擦れて赤面発情! クロッチは恥ずかし汁まみれ!そのまま生で擦り合わせて、ヌルヌルワレメに結局つるんっと入って生中出し!! | DVD  | SABA-173   | S級素人                            |                                                    |
| 1月25日  | 最強にロリ可愛い(のに)どえす天使ちゃん! 「私、○学生の時からムラムラすると、おやじ捕獲して中出しさせてました」 | DVD  | GENT-096   | 妄想族/ジェントルマン              |                                                    |
| 2月12日  | 北区出会い系アプリ未・成年ガチナンパ 個人撮影パコッター援交★5P輪姦わずw(仮) part3 補導対象 あやタン16 | DVD  | FCMQ-006   | マニア9                            | 「あや」名義                                       |
| 2月19日  | じゅるじゅぱぶぽぽぉ 唾液量の多過ぎる卑猥な生フェラチオ | DVD  |            | SEX Agent                          |                                                    |
| 2月26日  | 天然S美少女に出会えた神アプ | DVD  | SABA-184   | S級素人                            |                                                    |
| 2月26日  | 小さい胸に悩む女性をバストアップと称して乳揉みまくり!!女性ホルモンを刺激しSEXまで持ち込む極悪指圧師にスクープ!!その手口を完全公開!! | DVD  | SCOP-366   | ケイ・エム・プロデュース/SCOOP     |                                                    |
| 3月1日   | 低身長の女の子と楽しめる。大人気の添い寝屋リフレ。 | DVD  | MUM-216    | ミニマム                           |                                                    |
| 3月5日   | フリーダム センズリ射精オーディション 2016 | DVD  | NFDM-443   | フリーダム                         |                                                    |
| 3月11日  | 小さいバストにコンプレックスを持っている女性は、男がちっぱい好きだとわかると高確率で股を開く!! | DVD  | SCOP-372   | ケイ・エム・プロデュース/SCOOP     |                                                    |
| 3月17日  | ビッグバンローター! 自分から腰を振って、野外潮吹きをオネダリしてくる露出願望娘 | DVD  | SVDVD-530  | サディスティックヴィレッジ         |                                                    |
| 3月17日  | 寝ているギャルにイタズラしていたら逆に生ハメを求められて、もう発射しそうなのにカニばさみでロックされて逃げらずそのまま中出し! | DVD  | IENE-659   | アイエナジー                       |                                                    |
| 3月18日  | 気合い入ったセルフイラマ 吐きそうになる程に自ら喉奥まで突っ込んでの献身的イラマチオは唾液量もハンパなく、何故か恍惚のトランス状態 | DVD  | AGEMIX-302 | 妄想族/SEX Agent                   |                                                    |
| 3月18日  | まんじる絡みつけ顔騎手コキ 〜もはやヨダレなのかマ○コ汁なのか分からない香る液体を潤滑油としてチ○ポしごきされながら女性器舐めまくり〜 | DVD  | AGEMIX-303 | 妄想族/SEX Agent                   |                                                    |
| 3月25日  | 素人男性さんに都内某所AVメーカーのヤリ部屋お貸しします!! 貴方の可愛い知り合いのSEX撮影出来たら…性交(？)報酬10万円!! Vol.3 | DVD  | SCPX-098   | ケイ・エム・プロデュース/SCOOP     |                                                    |
| 3月25日  | 出張全身剃毛サービス!! 通称チン毛剃り屋と呼ばれる新サービス業で働くエステティシャンは生チンポを見て我慢のならない欲求不満の人妻ばかりとの噂が!!そんな人妻達に強壮効果の高いインドネシアの奥地で生成されている媚薬入りお茶を飲ませてフル勃起を見せつけたらどうなるか!?徹底検証 | DVD  | SCPX-103   | ケイ・エム・プロデュース/SCOOP     |                                                    |
| 3月25日  | お人形さんのようなシュリちゃん、真性ドSだから汁達は今日も下僕 | DVD  | TMHP-042   | バルタン                           |                                                    |
| 3月25日  | えろコスハメげっちゅ パパのお願いなんでも聞いてあげる | DVD  | ZIZG-020   | ZIZ                                |                                                    |
| 4月1日   | 監禁オイルマッサージ 鬼イカせ中出しレイプ | DVD  | WANZ-477   | ワンズファクトリー                 |                                                    |
| 4月1日   | ロリ専科 子猫のようなルックスなスレンダーパイパンドSロリっ娘 M男おじさんと生中出し | DVD  | LOL-124    | GLAY'z/ロリ専科                    |                                                    |
| 4月1日   | うちの真面目な妹達が親戚のギャルに感化されよったから子作り | DVD  | ZUKO-098   | ZUKKON/BAKKON                      |                                                    |
| 4月5日   | 罵倒地獄 SEX下手な男がSEX中に言われた言葉 | DVD  |            | フリーダム                         |                                                    |
| 4月7日   | パイパンロ○ータエスちゃん中出し20連発 | DVD  | IESP-619   | アイエナジー                       |                                                    |
| 4月7日   | クラスメイトのパンチラがすぐそこに。SP 不細工だけど理系男子の僕の家にテスト前になると勉強を教えてちょうだいとやってくる文系女子。でもすぐに飽きてベットの上でゴロゴロ休憩している時のパンチラが見えて勃起。そしてベットの下に隠してあったエロ本を見つけた女子はチ○ポを欲しがり悶える。 | DVD  | SW-397     | SWITCH                             |                                                    |
| 4月9日   | 部活帰りのJKナンパ! 3 青春の香り嗅がせて下さい | DVD  | ULT-095    | DOC                                | 「ゆか」名義                                       |
| 4月10日  | いいなりつるぺた妹 奇跡のロリ体型美少女 しゅり | DVD  | KTDS-853   | K-Tribe                            |                                                    |
| 4月13日  | 絶頂微乳スレンダーA | DVD  | MIAD-897   | MOODYZ                             |                                                    |
| 4月22日  | 親がいない日、僕は妹とむちゃくちゃSEXした。 | DVD  | IBW-559    | I.B.WORKS                          |                                                    |
| 4月22日  | 催眠オナニーペニバンアナルFUCK 最後まで射精我慢出来たら生中出し | DVD  | XRW-171    | ケイ・エム・プロデュース/ REAL     |                                                    |
| 4月25日  | 小悪魔JK 大胆パンチラコレクション 9 | DVD  | ARMG-266   | アロマ企画                         |                                                    |
| 4月25日  | オフィス街で外回り中の男上司と女部下に『日頃、コミュニケーションは取れていますか?良かったら広いお風呂でお互いの信頼関係を深めませんか?』とナンパしたら、仲良くなりすぎてセックスまでしちゃってました。 | DVD  | NNPJ-152   | ナンパJAPAN                        |                                                    |
| 4月25日  | ナンパJAPAN緊急調査! 普段はナンパしてもまるでGETできないブサイク男でも、テレビ局スタッフのフリをして美少女に声をかけたらビックリするほど笑顔で話を聞いてくれてチョイチョイ下ネタトークも挟んで盛り上げたら最後は中出しSEXまで出来ちゃうの??? | DVD  | NNPJ-155   | ナンパJAPAN                        |                                                    |
| 5月1日   | 有名コスプレイヤー月に一度の危険日中出しオフ会 しゅり | DVD  | WANZ-489   | ワンズファクトリー                 |                                                    |
| 5月1日   | 銭湯の番台を頼まれた悪ガキの媚薬を使った鬼畜な悪戯 | DVD  | MIAD-903   | MOODYZ                             |                                                    |
| 5月1日   | 本性剥き出しプライベートプレイ ※本人囲う本物素人M男出演 | DVD  | SCR-146    | GLAY'z/S-CRIME                     |                                                    |
| 5月1日   | 姉夜這い中出し盗撮レイプ | DVD  | SIS-043    | GLAY'z/sister                      |                                                    |
| 5月1日   | オナフェラ! キミだけに語りかけ! オマ●コぴちゃぴちゃ 指入れ自画撮りオナニーの後に愛情たっぷりフェラチオ vol.01 | DVD  | ONI-022    | GLAY'z/ロリオナ                    |                                                    |
| 5月1日   | 妻の連れ子の初々しい躰に発情し媚薬を盛って何度もイカせて子宮に大量中出し 2 | DVD  | HAR-031    | DOC                                |                                                    |
| 5月5日   | フリーダム 金蹴りオーディション2016 | DVD  | NFDM-450   | フリーダム                         |                                                    |
| 5月5日   | ニオイを感じる足裏 4 | DVD  | NFDM-506   | フリーダム                         |                                                    |
| 5月13日  | JK文化祭模擬店・ちら見せオナサポ喫茶 VII | DVD  | ARMG-267   | アロマ企画                         |                                                    |
| 5月13日  | ●学生トイレこじ開けレイプ | DVD  | IBW-562    | I.B.WORKS                          |                                                    |
| 5月19日  | 発情期の姪っ子が四六時中精子を搾り取ってきます。チ○ポが勃たなくなるといじって無理に勃たせて精子をせがむので困っています。 | DVD  | DDK-148    | ドグマ                             |                                                    |
| 5月19日  | 生つば飲ませてM男を手なずけ性奴隷にする淫乱JK | DVD  | TYOD-313   | 乱丸                               |                                                    |
| 5月20日  | 女のオナニーってエロい 〜イクとこ見ててくれる? その動き、その吐息、その表情〜 | DVD  | AGEMIX-315 | 妄想族/SEX Agent                   |                                                    |
| 5月25日  | パイパン角オナニー 4 | DVD  | ARM-514    | アロマ企画                         |                                                    |
| 5月25日  | ロリータだいちゅき! パンパン中出し | DVD  | HND-299    | 本中                               |                                                    |
| 6月1日   | JK姪っ子に何度も射精させられた僕… | DVD  | MIAD-915   | MOODYZ                             |                                                    |
| 6月1日   | 「ねぇ? あたしと一緒にチャットでいっぱ〜いHなことしよ♡」 制服美少女!ピチャピチャ潮吹きLIVEチャットオナニー4時間DX vol.09 | DVD  | VAL-045    | GLAY'z/VALEX                       |                                                    |
| 6月7日   | バリタチ解禁レズビアン 「初めてだけど、女の子を犯したいんです…。」 | DVD  | BBAN-092   | ビビアン                           |                                                    |
| 6月9日   | 同級生のスカートが短くて目で追いかける日々。いつものように見てたら、女子にパンチラ照れ誘惑されてドキドキ。しかも「大好き!」とか告白された日には時と場所も関係なく猿みたいに腰をフッた。 | DVD  | SW-413     | SWITCH                             |                                                    |
| 6月10日  | 肉便器これくしょん（肉これ） 僕の肉便器八号機 普段は目立たないおとなしそうな女の子の本性 しゅりちゃん(仮名) | DVD  | ARBB-009   | &RiBbON                            |                                                    |
| 6月12日  | 貧乳パイパン美少女と密室変態デート | DVD  | KTDS-871   | K-Tribe                            |                                                    |
| 6月13日  | 早漏イクイク女子校生 2 | DVD  | MIAD-922   | MOODYZ                             |                                                    |
| 6月21日  | 完璧な性奴隷 3 | DVD  | TKI-016    | MAD                                |                                                    |
| 6月21日  | 新人AV女優プライベート映像流出!? 撮影終了後のAV女優さんマジで口説いてお酒を飲ませてさらにこっそり媚薬を仕込んでお持ち帰り!!そのままSEXさせてくれるのか!?【徹底検証】 PART3 | DVD  | ONER-010   | ONEZ                               |                                                    |
| 6月24日  | バレたら罰金100万円!! 都内デリヘル完全攻略!! 海外から仕入れてきた怪しいギン勃ち間違い無しの勃起薬を飲んで2回戦でも勃起見せつけたら生中出しは可能なのか徹底検証!! PART3 | DVD  | SCPX-127   | ケイ・エム・プロデュース/ SCOOP    |                                                    |
| 6月24日  | 対魔忍アスカ ANOTHER STORY 〜全校生徒に犯される、悪夢の学園性奴隷〜 | DVD  | ZIZG-029   | ZIZ                                |                                                    |
| 6月25日  | 思春期の教え子たちといつでもどこでも中出しできる子作り学校 | DVD  | HNDS-049   | 本中                               |                                                    |
| 7月1日   | 俺の妹とお前の妹どっちがエロいか交換して中出ししまくってみないか? | DVD  | MIAD-924   | MOODYZ                             |                                                    |
| 7月1日   | レイプされて心までイカれた娘からの中出し輪姦ビデオレター | DVD  | WANZ-507   | ワンズファクトリー                 |                                                    |
| 7月1日   | ロリっ娘集団の全力逆ナンちん狩り総会 | DVD  | ZUKO-105   | ZUKKON/BAKKON                      |                                                    |
| 7月1日   | 美術部の夏季合宿でデッサン中にパンチラを盗撮していたら、女子部員にバレてしまい全裸モデルにさせられた件。 | DVD  | CLUB-299   | 変態紳士倶楽部                     |                                                    |
| 7月5日   | 完全主観 罵倒地獄 Vol.5 〜罵られて勃起する男達の子守唄〜 | DVD  | NFDM-463   | フリーダム                         |                                                    |
| 7月7日   | 胸糞注意 気弱な僕に県内有数の進学校に通う優等生な彼女が出来たのですが先日それを県内最狂DQN武丸先輩に知られてしまって今度お前の彼女貸せやと言われて仕方なくDQNの溜まり場にマジメな彼女を連れていった時の話です | DVD  | NKKD-012   | JET映像                            |                                                    |
| 7月8日   | 地元露出調教 Vol.01 | DVD  | FCMQ-021   | マニア9                            |                                                    |
| 7月13日  | ドSな幼なじみとドMな彼女 夢の三角関係こじらせ生活 | DVD  | MIAD-929   | MOODYZ                             |                                                    |
| 7月15日  | ツインテールに恋してる 〜ふたつ結びの女のコだと精子がいつもの倍は飛ぶ〜 | DVD  | AGEMIX-326 | 妄想族/SEX Agent                   |                                                    |
| 7月19日  | オジサン嫌いな跡美しゅりがオジサンと二人きりで嫌々逆ハメ撮り実況 カラダの相性が良過ぎてチ○ポに勝てず完全敗北。種付けプレスでマジ逝き完堕ち負け試合 | DVD  | RKI-419    | Rookie                             |                                                    |
| 7月19日  | 地味で大人しい女子がハマる女性用回春中出しマッサージ | DVD  | MAGG-008   | 妄想族/マッサGoGo!!                |                                                    |
| 7月22日  | パイパンロリータコスプレ中出し個人撮影 〜少女を自宅に連れ込みハメ撮りを繰り返すオタクおやじの投稿映像〜 | DVD  | TKRO-001   | TMA                                |                                                    |
| 7月22日  | ○学生尾行押し込みレイプ投稿映像 | DVD  | IBW-572    | I.B.WORKS                          |                                                    |
| 7月25日  | 援交大好きJKのロリ痴女ベロチュ〜 | DVD  | CJOD-037   | 痴女ヘブン                         |                                                    |
| 7月25日  | 私の子宮に中出しアッパーカット! | DVD  | HND-327    | 本中                               |                                                    |
| 7月25日  | そこのキリッとしたキャリアウーマンっぽいお姉さん! 女子大生の進路相談に乗ってあげてください! 見た目は清純ロリの2人が急にドSの本性をあらわし、お姉さんにレズプレイの気持ちよさを教えてあげちゃいました! | DVD  | NNPJ-171   | ナンパJAPAN                        |                                                    |
| 8月1日   | 信じられないほど精子のふえるチ○ポ限界寸止め焦らし性交 | DVD  | WANZ-526   | ワンズファクトリー                 |                                                    |
| 8月1日   | 小悪魔挑発GAL | DVD  | MMUS-001   | MARRION                            |                                                    |
| 8月1日   | 職場の美人先輩CAを淫技で喰いまくる後輩ガチレズビアンが堕とすまでの一部始終を盗撮 4 | DVD  | CLUB-310   | 変態紳士倶楽部                     |                                                    |
| 8月5日   | ディルドと足裏 2 | DVD  | NFDM-468   | フリーダム                         |                                                    |
| 8月7日   | 跡美しゅりにレズ姦されたい向井藍 55回のガチ絶頂 | DVD  | BBAN-102   | ビビアン                           |                                                    |
| 8月12日  | ケモノ男と女子校生 | DVD  | MDS-842    | ケイ・エム・プロデュース/ 宇宙企画 |                                                    |
| 8月13日  | いつでもどこでも時間停止して中出しできる学園 | DVD  | MIRD-165   | MOODYZ                             |                                                    |
| 8月18日  | 学校中で勃起ち○ぽ汁（ザーメン）を出しまくる2人のふたなり女子高生 2 進学校の真面目な女子生徒がち○ぽ丸出し校内露出! ある日突然生えてきたち○ぽの疼きに耐えられず過激なポ○チンセンズリと大量射精セックスにハマるデカチン少女たち | DVD  | DVDMS-020  | DEEP'S                             |                                                    |
| 8月19日  | 素人限定! パンチラ&マンチラ盛りだくさん! 固定バイブリンボーダンス | DVD  | ATOM-251   | ATOM                               |                                                    |
| 8月26日  | ハーレムスポーツジムに入会した僕 イヤらしいインストラクターが本能にコミット!! | DVD  | MDB-713    | ケイ・エム・プロデュース/ BAZOOKA  |                                                    |
| 8月26日  | 日焼け跡の残るパイパンロリータ少女中出し調教 しゅりとさら | DVD  | IBW-578    | I.B.WORKS                          |                                                    |
| 9月1日   | 神待ち家出少女 媚薬漬け中出しキメセク監禁 | DVD  | MIGD-745   | MOODYZ                             |                                                    |
| 9月1日   | Aカップパイパンメイド 密着ご奉仕SPECIAL | DVD  | MIRD-167   | MOODYZ                             |                                                    |
| 9月1日   | おま●こ取扱説明書 | DVD  | BUR-481    | GLAY'z/BRUST                       |                                                    |
| 9月1日   | 超絶倫ヤリマン女子! 去年まで女子校だった学校 (※しかも超ヤリマン校)に入学したら中学時代女子に縁遠かったボクでも簡単にヤレると思っていたらそれ以上だった!! | DVD  | AVOP-219   | Hunter                             | 「AV OPEN 2016」企画部門エントリー作品。           |
| 9月1日   | 男殺し 悪魔の女子生徒会 | DVD  | AVOP-251   | フリーダム                         | 「AV OPEN 2016」マニア・フェチ部門エントリー作品。 |
| 9月1日   | 偏差値23の超不良校の健康診断盗撮 強気のヤンキー女子が美人レズビアン女医の淫技でイカされ続ける! | DVD  | CLUB-317   | 変態紳士倶楽部                     |                                                    |
| 9月8日   | ゲキヤバ Case#1 しゅり | DVD  | SVDVD-558  | サディスティックヴィレッジ         |                                                    |
| 9月9日   | ロリJK媚薬拘束潮吹きイカセ | DVD  | XRW-207    | ケイ・エム・プロデュース/ REAL     |                                                    |
| 9月13日  | 娘を痴女化させるスパルタ巨乳ママ | DVD  | MIAD-952   | MOODYZ                             |                                                    |
| 9月19日  | 家出した女子校生が11人も住むシェアハウスで男はボク1人で入れ喰い状態! 2 お金が無くて超格安で入居した先が、家出したワケあり女子校生たちが集まるシェアハウスだった! 男はボク1人だから女の子たちのガードは超ゆるくパンチラ&胸チラ見放題なのでかなりお得。贅沢な話ですが勃起し過ぎでチ○ポが痛い&勃起をバレないようにすることが唯一の悩みです。しかし24時間一緒に生活していると勃起を隠し通すのは無理な話で当然バレて強制退去を覚悟したのですが…。えっ!?勃起に興味津々?うわっ!まさかのハーレム状態に! | DVD  | HUNTA-205  | Hunter                             |                                                    |
| 9月19日  | 真面目な義理の妹を犯していたらその現場を目撃したヤリマンの義理のお姉ちゃんは、怒るどころか発情してしまい次はボクの精子が無くなるまで何度も犯されてしまいました… | DVD  | HUNTA-206  | Hunter                             |                                                    |
| 9月22日  | ちっちゃいつるぺったんと子作り新婚生活 | DVD  | IENE-712   | アイエナジー                       |                                                    |
| 9月22日  | 未成年限定! マッサージ器具のモニターアルバイトで集まった素人女子校生がまさかの拘束電マ体験! 身動きできない敏感娘が押し寄せる快感に我慢しきれず人生初の連続大量失禁イキ!! 10代のびしょ濡れま○こにとどめのデカチン挿入で止まらない潮吹きお漏らし合計13.2リットル | DVD  | DVDMS-033  | DEEP'S                             |                                                    |
| 9月23日  | つるぺたパイパン ロ●―タ美少女の中出しSEX 華奢なSっ娘性欲むき出しプレイ | DVD  | TBTB-069   | クリスタル映像/ テクノブレイク     |                                                    |
| 9月23日  | 絶倫ショタのチ●ポに夢中の女子校生 | DVD  | MDS-847    | ケイ・エム・プロデュース/ 宇宙企画 |                                                    |
| 9月23日  | ラブアイブ! サンシャイン!! | DVD  | 24ID-055   | TMA                                |                                                    |
| 9月23日  | この素晴らしいコスプレ世界に祝福を! | DVD  | 24ID-056   | TMA                                |                                                    |
| 9月23日  | レジャー宿泊施設公衆トイレ押し込み猥褻悪戯映像 | DVD  | AOZ-251    | 青空ソフト                         |                                                    |
| 9月25日  | 出会って速攻、女優の方から襲いかかる生中出しSEX | DVD  | PLA-060    | ダスッ!                            |                                                    |
| 10月1日  | 本番無しのホテヘル嬢を呼んだら、生意気だった友達の妹とバッタリ! 俺は、ここぞとばかりに、「兄貴にバラすよ?」と脅しておもっきり種付けプレスしてやったwww | DVD  | MIGD-751   | MOODYZ                             |                                                    |
| 10月1日  | パパやママには言えないエッチな私 | DVD  | SQTE-141   | S-Cute                             |                                                    |
| 10月5日  | 一般公募で集まったM男達 初めてアナルを犯される男 | DVD  | NFDM-476   | フリーダム                         |                                                    |
| 10月7日  | 求め愛 禁断のレズSEXの虜になったドS女子校生とドM女教師 | DVD  | HODV-21221 | h.m.p                              |                                                    |
| 10月7日  | 美脚×競泳水着×パンスト眼鏡 | DVD  | EKDV-462   | クリスタル映像/e-kiss              |                                                    |
| 10月13日 | 国境越えたレズビアン | DVD  | CESD-267   | セレブの友                         |                                                    |
| 10月19日 | 強制喉奥イラマチオハンドル | DVD  | MIAD-970   | MOODYZ                             |                                                    |
| 10月21日 | AV Debut 1周年記念 MEMORIAL BEST 跡美しゅり 240min | DVD  | ONEB-002   | プレステージ                       | 撮りおろし映像を含む単体ベスト。                   |
| 10月21日 | シェアマ○コは今日も休まない 〜美しいオンナをみんなで輪姦す、乱交というコミュニケーション〜 | DVD  | AGEMIX-338 | 妄想族/SEX Agent                   |                                                    |
| 11月1日  | 誘惑中出し回春エステサロン | DVD  | CJOD-049   | 痴女ヘブン                         |                                                    |
| 11月1日  | 跡美しゅり 4時間 | DVD  | 12mix020   | GLAY'z                             | 単体ベスト                                         |
| 11月5日  | 一般公募で集まったM男達が、生まれて初めてセンズリ観察された日 | DVD  | NFDM-479   | フリーダム                         |                                                    |
| 11月5日  | ニオイを感じる足裏 3 | DVD  | NFDM-481   | フリーダム                         |                                                    |
| 11月7日  | 青い果実 娘と父の淫らな愛 | DVD  | KTDS-914   | K-Tribe                            |                                                    |
| 11月7日  | AV界フリースタイル レズビアンバトル | DVD  | MIRD-168   | MOODYZ                             |                                                    |
| 11月7日  | 素股本屋痴漢 全員中出しVer. | DVD  | AP-364     | アパッチ                           |                                                    |
| 11月10日 | 女王蜂(クイーンビー)VS被虐者(ターゲット)・逆転スクールカースト!男子トイレを使ったらバレて皆の前で裸にされイジメられた…その翌日、逆ギレして男子にじっくり復讐する!! | DVD  | SVDVD-568  | サディスティックヴィレッジ         |                                                    |
| 11月10日 | ガチンコ全裸レズバトル 6 | DVD  | RCT-916    | ROCKET                             |                                                    |
| 11月18日 | 女子校生でGO | DVD  | ONER-015   | リサーチ                           | 「珠里」名義                                       |
| 11月19日 | 美少女が微乳とパイパンで御奉仕する快感つるぺたエステ | DVD  | MIAD-985   | MOODYZ                             |                                                    |
| 11月19日 | 学級委員長を務める優等生と淫乱ババアの心と体が入れ替わり! 下品なセックスマシーンになってしまったマジメ女子高生 | DVD  | DDK-134    | ドグマ                             |                                                    |
| 11月19日 | 教育実習で女子生徒たちとまさかの男はボクひとりだけの王様ゲーム! 小・中・高・大と全くモテなかったボクですが、教育実習が行われた女子校で奇跡が起こったのです。 普段男性と関わる事が無い生徒たちにとってはこんなボクでも一応男なので大歓迎なんです! 実習期間の最後に優しい生徒たち何人かが、放課後にお別れ会を開いてくれました。そこで一人の生徒がこう言うんです「大学生ってホントに合コンとかで王様ゲームするんですか?」と。そんな事聞かれたら誰だってダメ元で言っちゃいますよね「じゃあ試しにやってみる?」って…。生徒たちもノリノリで、女子生徒とイケない事いっぱいしちゃいました!                   | DVD  | HUNTA-227  | Hunter                             |                                                    |
| 11月19日 | ノーモザイク・レズれ! 限界突破ver. | DVD  | LZWM-018   | レズれ!                            |                                                    |
| 11月19日 | 男を責め狂わす小悪魔痴女 汗だく中出しセックス | DVD  | TPPN-135   | TEPPAN                             |                                                    |
| 11月19日 | 美人エステティシャンが挿入しながらマッサージしてくれる噂の店 2 | DVD  | MAGG-016   | 妄想族/マッサGoGo!!                |                                                    |
| 11月25日 | やめて、どうして… 同級生との初恋を邪魔する先生から変態調教されるパイパン女子校生 【三角関係】 | DVD  | HOMA-003   | h.m.p DORAMA                       |                                                    |
| 11月25日 | オスガズム | DVD  | OGSM-010   | MOTHERS                            |                                                    |
| 11月25日 | 跡美しゅりSPECIAL BEST 4時間 | DVD  | 24ID-057   | TMA                                | 単体ベスト                                         |
| 11月25日 | 都内某所にある出会い喫茶で行われるJK制服イベントに、本物女子校生が紛れ込んでいるらしい!!それってヤバイじゃん!!ってことで媚薬を持って潜入取材!!オイシイ思いをしちゃいました!! 2 | DVD  | SCOP-420   | ケイ・エム・プロデュース/ SCOOP    |                                                    |
| 12月1日  | 女子校生に癒されたい! オマ●コぴちゃぴちゃ指入れ自画撮りオナニー vol.02 | DVD  | ONI-029    | GLAY'z/ロリオナ                    |                                                    |
| 12月1日  | 犯され壊されたちっぱい娘 しゅり | DVD  | AMBI-071   | プラネットプラス                   |                                                    |
| 12月5日  | 一般公募で集まったM男達が、生まれて初めて金蹴りされた日 | DVD  | NFDM-483   | フリーダム                         |                                                    |
| 12月5日  | 罵倒地獄番外編 センズリを馬鹿にする女 その3 | DVD  | NFDM-486   | フリーダム                         |                                                    |
| 12月7日  | まさか!学年のトップクラス女子と冴えないボクが中出しイチャラブセックス! 廃部寸前の我が囲碁部に、放課後の溜まり場が欲しい強気女子たちが、押し入ってきて我が物顔で部室を占拠された!やりたい放題の女子たちに部室の隅に追いやられるボクたち。しかも、パンチラごときで勃起しているボクたちをみんなで「童貞」とバカにしてくる。さらに勃起が気になるのかパンツを脱がされてしまいさらにバカにされる!しかし勃起を見た女子は実は興奮していたみたいで、ボクを襲って来た!このままじゃ喰われちゃう!と思ったら、エッチが始まった途端、態度が急変!やたらと恋人のようにベタベタしだしてまさかのイチャラブセックスに! | DVD  | HUNTA-233  | Hunter                             |                                                    |
| 12月7日  | 義妹が仕掛ける性的いたずらがボクの股間を狂わせる!母親が再婚して突然ボクにJKの可愛らしい妹が出来た!かなり無防備な格好しているけど義理とはいえ妹なので興奮を抑えてます。そんなボクの気持ちを知ってか知らずか性的な事に興味があり過ぎる義妹がどういうつもりなのか母親&父親がいる時にボクにちょっかいだしてくるんです!!初めはなんとか我慢していたのですが段々エスカレートしてきてフル勃起!!そして何度も何度も寸止めイキさせられ理性が崩壊してしまい遂に･･･ | DVD  | HUNTA-235  | Hunter                             |                                                    |
| 12月8日  | ノンストップ6Pレズビアン乱交 4 美・微・Big・乳の夢の競演 | DVD  | LZPL-018   | レズれ!                            |                                                    |
| 12月9日  | #新宿神待ち家出女子校生 しゅり 03 | DVD  | ARBB-033   | &RiBbON                            |                                                    |
| 12月13日 | 跡美しゅりの凄テクを我慢できれば生★中出しSEX! | DVD  | WANZ-562   | ワンズファクトリー                 |                                                    |
| 12月13日 | 私立ハーレム淫語学園3!!! | DVD  | MIAD-994   | MOODYZ                             |                                                    |
| 12月13日 | 痴女×痴女レズビアン 4 | DVD  | CESD-294   | セレブの友                         |                                                    |
| 12月13日 | 純白美少女の純情な欲情 | DVD  | SQTE-150   | S-Cute                             |                                                    |
| 12月16日 | 吹奏楽部副部長 なまなかだし10連発 | DVD  | ONEZ-080   | ONEZ                               |                                                    |
| 12月16日 | パイパンロリっ娘秘密のレズ寮 | DVD  | GESU-024   | クリスタル映像/ゲス                |                                                    |
| 12月22日 | SODファン大感謝祭! 賢者タイムなし! 何発も発射できる猛者が神! 射精無制限ぜつりんバスツアー 超人気女優16人VS一般募集素人ファンによる夢の大乱交! 総勢19名一泊二日79発射! | DVD  | SDMU-454   | SODクリエイト                      |                                                    |
| 12月23日 | 強淫すぎるベロちゅーと騎乗位でチ○ポ汁を搾り取るドSお嬢様 | DVD  | XRW-250    | ケイ・エム・プロデュース/ REAL     |                                                    |
| 12月23日 | 褒めて癒して中出しさせてくれる極上淫語秘書 2 | DVD  | MDB-741    | ケイ・エム・プロデュース/ BAZOOKA  |                                                    |
| 12月23日 | ツインテール貧乳パイパンニーハイソックス美少女と中出し性交 | DVD  | T28-479    | TMA                                |                                                    |

#### 2017年
| 発売日   | タイトル | 規格 | 品番      | メーカー                          | 備考                                                     |
| -------- | --- | ---- | --------- | --------------------------------- | -------------------------------------------------------- |
| 1月1日   | 彼女の妹に愛されすぎてこっそり子作り性活♡ | DVD  | HND-368   | 本中                              |                                                          |
| 1月1日   | つるぺた妹3人が巨乳彼女に嫉妬してるから子作り | DVD  | ZUKO-117  | ZUKKON/BAKKON                     |                                                          |
| 1月6日   | SODファン大感謝祭! 裏ぜつりんバスツアー 脱落者救済 熱血SEX塾 発射できないダメち○ぽは私たちがお仕置きよ♡ | DVD  | SDMU-468  | SODクリエイト                     |                                                          |
| 1月13日  | 人形あそび | DVD  | INCT-006  | 妄想族/イノセント                 |                                                          |
| 1月13日  | 絶対に逆らえない強力催淫 学園アイドルは言いなり人形 | DVD  | ORBK-008  | オルガBlack                       |                                                          |
| 1月13日  | 幼い顔した女子校生のデカ尻妹は将来を心配するほどの絶倫! 性欲強過ぎてまさかの兄チ○ポに上から目線で挑発しながら馬乗り生挿入! 相性良過ぎて一度の射精では満足できず連続中出し懇願! | DVD  | VRTM-223  | V&R PRODUCE                       |                                                          |
| 1月17日  | 微乳スレンダー美少女 ねぶりまわし変態ごっこ | DVD  | KTDS-932  | K-Tribe                           |                                                          |
| 1月19日  | ベロキス中毒レズビアン Vol.2 | DVD  | LZWM-019  | レズれ!                           |                                                          |
| 1月19日  | 自慰快楽レズビアン | DVD  | EMRD-071  | 妄想族/エンペラー                 |                                                          |
| 1月25日  | イケメン家庭教師がウチの可愛い箱入り娘に施した猥褻ドマゾ調教全記録 〜驚愕の3カメ盗撮〜 | DVD  | MRXD-014  | MARX                              |                                                          |
| 1月25日  | ウルトラM性感研究所 クラブ・ザ・サッキュバス イキっぱなしのセレナーデ ～狂乱天使の瞳に映る白き液体～ | DVD  | VECR-006  | AVS collector’s                   |                                                          |
| 1月27日  | パイパン中出し女子校生4時間 Vol.3 | DVD  | MDB-747   | ケイ・エム・プロデュース/ BAZOOKA |                                                          |
| 2月1日   | 淫語で誘うとんでもないギャル妹 | DVD  | BLK-302   | Kira☆Kira                         |                                                          |
| 2月3日   | JKおま○こドアップくちゅくちゅバイノーラルオナニー | DVD  | JKS-145   | OFFICE K'S                        |                                                          |
| 2月3日   | 素人のお姉さん!! 「チ○ポを洗う」お仕事してみませんか? 4 | DVD  | TDSU-099  | 虎堂                              |                                                          |
| 2月7日   | DQNJK溜まり場に突然呼びつけられてオモチャにされた僕。 | DVD  | MIAE-020  | MOODYZ                            |                                                          |
| 2月7日   | ノド奥大量発射 逆流イラマチオ痴漢 | DVD  | AP-392    | アパッチ                          |                                                          |
| 2月7日   | 秋葉原発 制服JK見学クラブで指名を取るためにお客の前でおま●こをクパクパさせて指ずぼオナニーまで見せてしまう違法だけどカワイイ女子校生をスマホ盗撮 4 | DVD  | CLUB-361  | 変態紳士倶楽部                    |                                                          |
| 2月7日   | 青い誘惑 弄ばれる家庭教師 －家庭教師と生徒の物語－ | DVD  | KDKJ-040  | 妄想族/禁断の果実                 |                                                          |
| 2月7日   | 「跡美しゅり」のタブー解禁 〜やっちゃいけないことだけをやる〜 | DVD  | AMEB-013  | 妄想族/AMEDIA                     |                                                          |
| 2月10日  | 女子校の寮に男僕一人。 | DVD  | MDB-753   | ケイ・エム・プロデュース/ BAZOOKA |                                                          |
| 2月17日  | 女子校生のパンティが好き vol.2 | DVD  | JKS-146   | OFFICE K'S                        |                                                          |
| 2月19日  | メガネっ娘JK素股痴漢 2 本屋ver. | DVD  | AP-398    | アパッチ                          |                                                          |
| 2月19日  | 何でも言うことを聞いてくれる少女が待つ家 | DVD  | OYC-093   | お夜食カンパニー                  |                                                          |
| 2月24日  | 1vs1 ノーカット1本勝負SEX 4本番 VOL.001 | DVD  | BAZX-058  | ケイ・エム・プロデュース/ BAZOOKA |                                                          |
| 2月24日  | SEXなしでは生きていけない真性痴女たちの強制中出し猥褻録 | DVD  | MDB-764   | ケイ・エム・プロデュース/ BAZOOKA |                                                          |
| 2月24日  | おにいちゃん、いっしょにお風呂はいっても…いい? 〜性に目覚めたパイパン妹とお風呂で中出し性交〜 | DVD  | T28-487   | TMA                               |                                                          |
| 2月25日  | 女子校生 人体固定中出し輪姦 碌(ROKU) | DVD  | MIGD-764  | MOODYZ                            |                                                          |
| 2月25日  | パンチラ胸チラの見せつけで強制フル勃起させられちゃった! | DVD  | MIAE-024  | MOODYZ                            |                                                          |
| 2月25日  | アナル舐め×金玉舐め×手コキ男犯 顔射・男の潮吹き・アナル舐め・亀頭・睾丸責め | DVD  | MGMP-017  | MEGAMI                            |                                                          |
| 3月2日   | 働くお姉さんが、貴方のオナニーをコントロールしてくれる『センズリ指示(JOI)株式会社』 | DVD  | SDDE-478  | SODクリエイト                     |                                                          |
| 3月2日   | (裏) 手コキクリニック 完全版 性交クリニック9 4時間SP | DVD  | SDDE-479  | SODクリエイト                     |                                                          |
| 3月2日   | マジックミラー号 スポーツに打ち込みすぎて女心を忘れたノーパン・ノーブラ女子体育大生 激イカセ雪溶け生潮大噴射10人10連発!! 彼女たちは痙攣しながら生ち○ぽを欲しがる!!その内6人は挿入まで… | DVD  | SDMU-528  | SODクリエイト                     | 「あや」名義、他9名出演。                                |
| 3月2日   | 「大人のおちんちん入れたくて…」 超真面目な家庭教師が拒んでも胸を触らせ勃起を誘う騎乗位大好きドすけべJK | DVD  | NHDTA-954 | ナチュラルハイ                    |                                                          |
| 3月7日   | 親に隠れてこっそり兄妹近親相姦 親の前ではわざと兄妹ゲンカ!しかし、実は兄妹以上の関係で2人きりになるとすぐに近親相姦セックスを始める! 7 | DVD  | GDHH-045  | ゴールデンタイム                  |                                                          |
| 3月10日  | 癒しの中出しJKソープ | DVD  | MDB-765   | ケイ・エム・プロデュース/ BAZOOKA |                                                          |
| 3月10日  | 女子校生孕ませレイプ 中出し20連発 | DVD  | REAL-628  | ケイ・エム・プロデュース/ REAL    |                                                          |
| 3月10日  | 「一度でいいから揉んでみたい!」 発達し過ぎた女子校生のデカ尻妹に兄が睡眠薬を隠れて飲ませて、夢の豊満尻を堪能し何度も中出し! | DVD  | VRTM-243  | V&R PRODUCE                       |                                                          |
| 3月13日  | いじめっ娘JKの杭打ち騎乗位中出し | DVD  | WANZ-598  | ワンズファクトリー                |                                                          |
| 3月13日  | いつでもどこでも時間停止してイラマチオできる学園 | DVD  | MIRD-170  | MOODYZ                            |                                                          |
| 3月17日  | PureMoeEroMax | DVD  | PMEM-002  | 小林三郎企画                      |                                                          |
| 3月18日  | 跡美しゅり作品集 | DVD  | SVOMN-096 | サディスティックヴィレッジ        | 単体ベスト                                               |
| 3月19日  | レズビアン・カオス | DVD  | DDK-145   | ドグマ                            |                                                          |
| 3月19日  | ノーパン・ハイスクール 6 ハーレムスペシャル | DVD  | PGD-940   | PREMIUM                           |                                                          |
| 3月21日  | 今夜、お隣の娘さんは一人でお留守番中です…DX | DVD  | SHIC-068  | 思春期.com                        |                                                          |
| 3月24日  | 無防備な学園 | DVD  | IBW-613   | I.B.WORKS                         |                                                          |
| 3月25日  | アナル舐め舐め学園 3 | DVD  | MIAE-041  | MOODYZ                            |                                                          |
| 3月25日  | 女子校生監禁凌辱鬼畜輪姦 ビビアン×ATTACKERS 特別コラボ編 | DVD  | BBAN-123  | ビビアン                          |                                                          |
| 4月6日   | 禁止された社内恋愛の制裁で彼氏の目の前で上司棒を挿入される 嫌がっても『ふたりともクビにするぞ』と脅されて泣き寝入りするしかないサディスティックヴィレッジの女AD 2 | DVD  | SVDVD-592 | サディスティックヴィレッジ        |                                                          |
| 4月7日   | 『兄妹なんだから本当に練習するだけだよ!?』 昔から真面目で超気が弱い妹は何でも言うことを聞いてくれる! だから童貞のボクが『セックスしたい!』とお願いしたら…、『練習だけで、本当に挿れないんだったら…』としぶしぶOKしてくれた!キスしたり、おっぱい揉んだり、体中触りまくっていたら、妹も濡れていたので思い切って力強くチ○コをブッ挿してヤリました!妹も思いっ切り抵抗していたけど我慢できないボクはガンガン突きまくって中出し!全然満足できないから何度も何度も妹のマ●コがぶっ壊れそうなくらい激しく腰を振りまくって何度も何度も中出ししてヤリました! | DVD  | AP-417    | アパッチ                          |                                                          |
| 4月13日  | 素敵なカノジョ 跡美しゅり ドSパイパン美少女のレズ3P連続昇天ぶっかけせっくす | DVD  | BCDP-085  | BACK DROP                         | 単体ベスト                                               |
| 4月18日  | 奇跡のツルペタ美少女 跡美しゅり(18) プレミアムベスト 4時間 永久保存版 | DVD  | KTDS-964  | K-Tribe                           | 単体ベスト                                               |
| 4月19日  | 【跡美しゅり】VS金蹴りサークル | DVD  | MOPG-015  | M男パラダイス                     |                                                          |
| 4月19日  | 『ちんちん危機一発ゲーム』で乱交に! 2 転校先の学校に男はボク1人!そんな環境なので自然と目に入るパンチラに勃起してたら、女子に目を付けられ『ちんちん危機一発ゲーム』の標的に!! ※このゲームは女子が順番にボクのチ○ポを刺激しイカせた人が負け! 全部寸止めだけど女子もゲームがエスカレートしていくと発情しだし… | DVD  | HUNTA-290 | Hunter                            |                                                          |
| 4月25日  | 跡美しゅりにレズ解禁されたい北川ゆず 本気でイカされまくるガチ調教 | DVD  | BBAN-127  | ビビアン                          |                                                          |
| 5月1日   | アナル&チクビ集中責め お叱り淫語M性感 | DVD  | TYOD-349  | 乱丸                              |                                                          |
| 5月1日   | Re:エロから始まるコスプレ性活 ツインズコスプレイヤー | DVD  | RKI-440   | ROOKIE                            |                                                          |
| 5月5日   | 悪友 ツイン痴女ガールズ 完全ノーカット ザーメン狩り | DVD  | ECB-104   | ワープエンタテインメント          |                                                          |
| 5月19日  | 発情期の姪っ子が四六時中精子を搾り取ってきます。 | DVD  | DDK-148   | ドグマ                            |                                                          |
| 6月2日   | ふたり揃って…少女はキスをガマンできない | DVD  | LID-053   | ドリームチケット                  |                                                          |
| 6月9日   | AV女優 裸コレクション 第五弾 | DVD  | VRTM-268  | V&R PRODUCE                       |                                                          |
| 6月13日  | 神待ち家出少女を助けまくって10人の神様に君臨した僕 | DVD  | MIRD-173  | MOODYZ                            |                                                          |
| 6月15日  | 接吻女子校生 レズペット 同級生に女同士の快楽を教え込まれた少女 | DVD  | HAVD-955  | ヒビノ                            |                                                          |
| 6月19日  | 小悪魔! ヤリマン! ムッツリ! アブないパイパン3姉妹 発情ワレメで痴女られ射精しまくった僕… | DVD  | MIAE-077  | MOODYZ                            |                                                          |
| 6月19日  | 数年ぶりに見た妹2人の体はちょっとだけ大人!? 妹2人と川の字近親相姦! 田舎に住んでいた妹2人が都会で一人暮らしをしているボクのワンルームに泊まりに来た!数年見ないうちに成長した2人の体が気になってしまう自分が嫌なのですが、部屋が狭いから逃げ場も無く目のやり場に困ってしまう。妹なのにいつ勃起してもおかしくないボクは「明日、帰れよ」と言うも絶対引かない妹2人。仕方なく狭い寝床で川の字になって寝るけど、妹のいつの間にか膨らみかけた胸が無防備な姿で寝ているので見えてしまい、我慢できずやはり勃起しまくり、気がついたら妹の胸を触ってしまっているボク。しかし、妹は気づかないフリを感じるあまりできなくなり、もっとして欲しいとお願いしてきたのです。さらにはその様子を見ていた姉にも迫られて! | DVD  | HUNTA-316 | Hunter                            |                                                          |
| 6月19日  | OLパンストごと挿入 大量射精痴漢 | DVD  | AP-439    | アパッチ                          |                                                          |
| 6月19日  | ビビアンズ倦怠期の危機!? プライベートドッキリで2人の愛を確かめ合って仲直り作戦…のはずが!ガチ険悪ムードで破局寸前!? | DVD  | BBAN-135  | ビビアン                          | 主演は、椎名そら、月島ななこ、宮崎あや、卯水咲流の四人。 |
| 6月23日  | 「この娘… 犯したい…」 VOL.005 真面目な私立女子校生がSEX中毒淫乱女に堕ちる時。 | DVD  | BAZX-076  | ケイ・エム・プロデュース/ BAZOOKA |                                                          |
| 6月23日  | ぜんぶ妹のせいだ。 〜妹は病みカワ少女〜 | DVD  | T28-503   | TMA                               |                                                          |
| 6月25日  | ボッタボタ出まくり! 『男の潮吹き』快楽射精 | DVD  | MGMP-021  | MEGAMI                            |                                                          |
| 7月1日   | ロリ専科 ほんとおじさん気持ち悪いね、ほらオマ○コクンクンしたい? このヘタクソ変態… キモ¥¥ | DVD  | LOL-151   | GLAY'z/ロリ専科                   |                                                          |
| 7月6日   | 妄想アイテム究極進化シリーズ 真・時間が止まる腕時計 パート8 女子○でマネキンチャレンジ編 | DVD  | RCTD-001  | ROCKET                            |                                                          |
| 7月25日  | アナルフィスト&フットファック 〜男の五感を支配するメスイキ・ドライオーガズム〜 | DVD  | MOPE-014  | M男パラダイス                     |                                                          |
| 7月28日  | けも耳コスプレイヤーズ 〜ようこそパクリパークへ〜 | DVD  | AKB-058   | TMA                               |                                                          |
| 8月1日   | 世界一コンドームをパンパンに膨らます男の中出しドッカーンSEX | DVD  | RKI-445   | ROOKIE                            |                                                          |
| 8月4日   | 接吻のち、孕ませ。 | DVD  | KPD-004   | ドリームチケット                  |                                                          |
| 8月25日  | 着エロの先を見せるガリペタパイパン美少女と中出し性交 | DVD  | T28-509   | TMA                               |                                                          |
| 9月1日   | ワレメご奉仕 パイパンメイドスペシャル | DVD  | AVOP-382  | ワンズファクトリー                |                                                          |
| 9月1日   | 帰省して久々に会った妹と親には内緒の近親相姦中出し性交 | DVD  | AVOP-378  | TMA                               |                                                          |
| 9月1日   | 夢の一夫多妻時間停止中出しSPECIAL 最強の能力を手に入れた男が8人の嫁と朝から晩までハーレム子作り性活♡ | DVD  | AVOP-314  | 本中                              |                                                          |
| 9月15日  | 女っ気がない僕を小バカにするかのように人目を憚らず僕を誘惑してくる小悪魔娘!ヤッてる自分に興奮したのか、しまいには「おま○こくぱぁー」して … | DVD  | RDT-288   | DOC                               |                                                          |
| 9月19日  | オナサポ主観痴女 手コキ男犯&アナルフィスト | DVD  | MOPE-015  | M男パラダイス                     |                                                          |
| 9月21日  | 貧乳おっぱいがおじさんち○ぽを勃起させてしまったの!? 「ノーブラ乳首チラ見え」で叔父を発情させてしまった姪っ子たち!! | DVD  | IENE-820  | アイエナジー                      |                                                          |
| 9月22日  | 可愛い日焼け美少女と中出し性交 | DVD  | T28-512   | TMA                               |                                                          |
| 10月1日  | あなたのおちんちんが果てしなくカワイイ事が10人の姉に、ばれた。 | DVD  | ZUKO-133  | ZUKKON/BAKKON                     |                                                          |
| 10月1日  | ロリでパイパンな美少女が、エロ過ぎてけしからん | DVD  | SQTE-184  | S-Cute                            |                                                          |
| 10月5日  | 素人ナンパ えっちに興味津々な女子校生が初めての素股で発情! 自ら挿入、腰ふり生中出しセックス! | DVD  | IENE-826  | アイエナジー                      |                                                          |
| 11月19日 | 素人美人奥様限定! 電マを当てられながら旦那さんと生電話でミッションに挑戦して高額賞金ゲットしてみませんか? | DVD  | ATOM-306  | ATOM                              | 他5名出演                                                |
| 11月19日 | 親が雇った大学生の家庭教師が私のことをいつもイヤらしい目で見て来くるから超気持ち悪い! だから、クビにしちゃおうと思ってわざとパンチラ胸チラ全開で誘惑!そしたら、簡単に引っかかって襲ってきたからそのまま親に報告しようとしたら、想像以上に力が強くて抵抗しても全然逃げられなくて大ピンチ!そのまま、敏感な部分をいっぱい刺激されているうちに予想外に私が感じちゃって、ヤバいと思いながらもイキまくっちゃって中出しまでされちゃいました!しかも、ビックリなことに自分から2回戦目を求めてしまい、最後は中出しまで求めちゃいました…。 | DVD  | GDHH-080  | ゴールデンタイム                  |                                                          |
| 11月19日 | 自他ともに認めるマジキチDQN先輩が地元に帰ってきた。彼女を紹介すると目の前で食べられ家にいた妹・姉・母までも全員食べられた。噂を聞いて僕を助けに来てくれた幼馴染も食べられた。僕はどうすることも出来なかった… (けどマジキチ先輩に言われるがまま妹と母とセックスをさせられました。なので妹と母を食べちゃったのは僕なんですけどね… 正直気持ち良かったです) | DVD  | GAPL-006  | ぐりーんあっぷる                  |                                                          |
| 11月24日 | 公衆トイレの少女たち | DVD  | T28-516   | TMA                               |                                                          |
| 11月25日 | オスガズム Wキャスト | DVD  | OGSM-013  | MOTHERS                           |                                                          |
| 12月19日 | 江上しほ引退作品 「AV女優失格」 | DVD  | MMNA-012  | MARRION                           | 主演は江上しほ。跡美は友情出演。                         |
| 12月22日 | 跡美しゅり PREMIUM BEST 2枚組8時間 | DVD  | 25ID-049  | TMA                               | 単体ベスト                                               |

#### 2018年
| 発売日   | タイトル | 規格 | 品番       | メーカー                           | 備考             |
| -------- | --- | ---- | ---------- | ---------------------------------- | ---------------- |
| 1月1日   | 近親相姦 背徳の親子関係 | DVD  | JOHS-041   | FAプロ                             |                  |
| 1月13日  | 挑発淫語痴女ザーメン搾り取りSEX | DVD  | CEAD-250   | セレブの友                         |                  |
| 3月23日  | 家庭教師による眠った教え子(18)にわいせつ行為をする投稿映像                                                                                           | DVD  | AOZ-270    | 青空ソフト                         |                  |
| 4月27日  | 復活 跡美しゅり アナルひたすらこねくり回し性交 | DVD  | ONEZ-135   | ONEZ                               |                  |
| 5月4日   | 【電撃復帰】跡美しゅり AVで本当にやりたかったイチャ痴女ツンデレ企画を実現!!あらゆるシチュエーションで痴女責めしてキンタマからっぽにするぞ〜!!        | DVD  | HODV-21293 | h.m.p                              |                  |
| 5月11日  | 銀河級美少女とたくさんコスっていっぱいエッチしよ! Vol.001                                                                                            | DVD  | MDTM-357   | ケイ・エム・プロデュース/ 宇宙企画 |                  |
| 5月20日  | W小悪魔挑発美少女 | DVD  | MMUS-020   | MARRION                            |                  |
| 5月26日  | ご奉仕リアルSEXドール | DVD  | XVSR-379   | MAX-A                              |                  |
| 6月1日   | 父に逆らえないウップンを兄で晴らすドSのパイパン妹 | DVD  | NACR-150   | プラネットプラス                   |                  |
| 6月8日   | 新放課後美少女回春リフレクソロジー+ Vol.13 | DVD  | MDTM-368   | ケイ・エム・プロデュース/ 宇宙企画 |                  |
| 6月8日   | 地味だけどエロイ! すぐにイクイク! 全身性感帯! S級素人出演!! Vol.002 街の本屋さんで働く眼鏡で控えめ系女子は実は… 調教されたがるアニオタど変態娘だった | DVD  | SABA-426   | S級素人                            | 「安藤さん」名義 |
| 6月22日  | 【奇跡】女子校生デリヘルを呼んだらオカズにしてた友達で強制生中出し!!                                                                                 | DVD  | MDB-909    | ケイ・エム・プロデュース/ BAZOOKA  |                  |
| 6月25日  | 美少女イキ狂い性感開発 | DVD  | DLIS-001   | Shark/ デリシャスタイム            |                  |
| 7月6日   | #生中出し出張メイドリフレ Vol.005 | DVD  | ONEZ-149   | ONEZ                               |                  |
| 7月13日  | もしも…10万円貰えてギャルの玩具になったら… ACT.002                                                                                                   | DVD  | XRW-506    | ケイ・エム・プロデュース/ REAL     |                  |
| 7月13日  | 地方発 東京女子大生ワケあり裏バイト Vol.001 | DVD  | SABA-437   | S級素人                            | 「シオリ」名義   |
| 7月13日  | イマドキ☆ぐうかわギャル女子●生 Vol.004 | DVD  | BAZX-142   | ケイ・エム・プロデュース/ BAZOOKA  | 「しゅり」名義   |
| 8月3日   | Sの頂点 | DVD  | HODV-21312 | h.m.p                              |                  |
| 8月7日   | 可愛い女の子にイジメられたい…。 変態ドMの私は、自ら懇願し跡美しゅりちゃんにレズ調教されにきました。                                                  | DVD  | BBAN-192   | ビビアン                           |                  |
| 8月9日   | 濡れてテカってピッタリ密着 神スク水 | DVD  | OKS-046    | 親父の個撮                         |                  |
| 8月9日   | 「採精室で巨根患者と2人きり!僕のチ○ポに興味津々の美少女看護師は精液検査で射精(手コキ/フェラ/SEX)のお手伝いも拒まない」 完全主観Ver.                  | DVD  | DANDY-618  | DANDY                              |                  |
| 8月10日  | 生中出しヤリマンギャルビッチ Vol.005 | DVD  | BAZX-146   | ケイ・エム・プロデュース/ BAZOOKA  | 「Shuri」名義    |
| 8月10日  | 働く新卒社会人と性交。 VOL.007 | DVD  | BAZX-147   | ケイ・エム・プロデュース/ BAZOOKA  | 「Shuri」名義    |
| 8月24日  | Aカップ貧乳パイパン美少女 跡美しゅり 2枚組8時間 | DVD  | IBW-688    | I.B.WORKS                          | 単体ベスト       |
| 8月24日  | ハプバー帰りのヤレず女子にデカチン勃起見せつけながら個人的な出来事を聞いてみた件                                                                     | DVD  | SCPX-294   | ケイ・エム・プロデュース/ SCOOP    | 「しゅり」名義   |
| 9月19日  | しゅり様に強めのキメグスリを飲ませたら脳みそバグってガチでイキまくりのドM変態中出しオナホになりましたwww                                             | DVD  | TIKC-025   | 妄想族/チキチキカマー              |                  |
| 9月25日  | 売りをする女学生の中出し性交録 | DVD  | XVSR-417   | MAX-A                              |                  |
| 9月28日  | 新スーパースター跡美しゅり Complete Memorial BEST 8時間                                                                                              | DVD  | MDTM-417   | ケイ・エム・プロデュース/ 宇宙企画 | 単体ベスト       |
| 9月28日  | 女子●生吹奏楽部夏合宿中出し性交 | DVD  | T28-540    | TMA                                |                  |
| 10月25日 | おっさん好きの肉食女子校生とロリコンおやじ | DVD  | JUTN-010   | JUMP                               | 「しゅり」名義   |
| 10月25日 | 手の指でマ○コを隠さないから穴へのヌキサシと淫汁ぐちゅぐちゅがよく見える! 淫語かたりかけスティックローターオナニー 2                                  | DVD  | IENE-940   | アイエナジー                       |                  |
| 11月7日  | 年下レズビアンに愛された私 | DVD  | JUY-666    | マドンナ                           |                  |
| 11月23日 | 小悪魔痴女の幼妻と強制子!作り中出し新婚生活 | DVD  | MADM-101   | クリスタル映像/ MADAM MANIAC       |                  |
| 12月1日  | いつでもどこでも時間停止して中出しできる学園 III | DVD  | MIRD-183   | MOODYZ                             |                  |
| 12月20日 | 神パンスト | DVD  | OKP-026    | 親父の個撮                         |                  |

#### 2019年
| 発売日   | タイトル | 規格 | 品番     | メーカー                           | 備考       |
| -------- | --- | ---- | -------- | ---------------------------------- | ---------- |
| 1月20日  | 髪射 ツインテール美少女の黒髪ロングヘアーには 白いザーメンがよく映える | DVD  | NEO-670  | RADIX/neo                          |            |
| 2月1日   | 即ハメ こねくりフェラしてくれる俺の推しアイドルと エッチできた件について! Vol.005 | DVD  | ONEZ-174 | ONEZ                               |            |
| 2月8日   | 新少子化対策法可決!初対面でいきなり恋に落ち即子作り! 町の図書館で働く眼鏡地味子な恥ずかしがり屋のしゅりちゃんと恥じらい初SEX Vol.004                                                                            | DVD  | MDTM-479 | ケイ・エム・プロデュース/ 宇宙企画 |            |
| 2月8日   | 廃校の危機をカラダで守る4人のヤリマン女子校生 | DVD  | MDB-994  | ケイ・エム・プロデュース/ BAZOOKA  |            |
| 2月8日   | JOI 淫語痴女株式会社 | DVD  | MDB-997  | ケイ・エム・プロデュース/ BAZOOKA  |            |
| 2月8日   | 殿堂! スーパーアイドル 4時間 跡美しゅり | DVD  | MKMP-263 | ケイ・エム・プロデュース/ million  | 単体ベスト |
| 2月13日  | 絶対領域 挑発美少女ハーレム学園 すべすべな太ももに挟まれ身動きできず何度も射精させられる! | DVD  | MIRD-184 | MOODYZ                             |            |
| 2月13日  | 大好きな彼氏が親友ちゃんにフェラされてるところが見たいの。 | DVD  | MIAA-019 | MOODYZ                             |            |
| 3月8日   | 天使のおま●こ丸見え パイパンSEX | DVD  | MDS-888  | ケイ・エム・プロデュース/ 宇宙企画 |            |
| 3月19日  | マジ金蹴り ガチ勃起破壊 | DVD  | MOPE-028 | M男パラダイス                      |            |
| 4月1日   | まるっと! 跡美しゅり | DVD  | AMBS-053 | プラネットプラス/ アンビバレンツ   | 単体ベスト |
| 4月12日  | 4人でルームシェアする痴女っ娘たちの自宅中出し合コン 2 | DVD  | MDBK-014 | ケイ・エム・プロデュース/ BAZOOKA  |            |
| 4月12日  | 激カワ女子●生5人の媚薬拘束潮吹きイカセ 悶絶4時間 | DVD  | XRW-662  | ケイ・エム・プロデュース/ REAL     |            |
| 4月13日  | 女×男×女のハーレム密着 本気モードSEX | DVD  | CEAD-267 | セレブの友                         |            |
| 4月25日  | PANPHILIA 6 競パンモッコリ性愛強制水着内射精 | DVD  | SGLD-009 | Shangri-La                         |            |
| 5月9日   | むちむちデカ尻 神ブルマ | DVD  | OKB-063  | 親父の個撮                         |            |
| 6月13日  | 果てしなく従順なメイド10名と暮らす王様 ～第2章～ | DVD  | MIRD-187 | MOODYZ                             |            |
| 6月13日  | あの日からずっと…。 緊縛調教中出しされる制服美少女 | DVD  | MUDR-078 | 無垢                               |            |
| 6月14日  | リクルート女子大生 姦淫輪姦 ～新入女子社員を犯しまくる屈辱に満ちたレイプ研修～ | DVD  | GNAX-006 | NAGIRA                             |            |
| 6月14日  | 中出し訳アリ女子校生 2 | DVD  | MDBK-034 | ケイ・エム・プロデュース/ BAZOOKA  |            |
| 6月14日  | 「お母さんにはナイショだよ…」 隠れてマイクロビキニを試着する新しい娘を発見! 心配する義父を挑発し、いきなり密着ベロキス! カラダを全身舐め尽くしおねだり生挿入! 何度も中出し強要!                                 | DVD  | VRTM-433 | V&R PRODUCE                        |            |
| 7月12日  | 男子諸君! パンチラ女子には気をつけろ! 「勝手に席使ってゴメンね! でも～どいてあげない! そのかわり…♡」 スカートの裾から見えるパンチラ誘惑に耐え切れず、ぷりもにゅお尻に挟まれるペン、指、顔! そして至福の尻コキ!! | DVD  | FNEO-030 | First Star                         |            |
| 7月13日  | 男友達に連れ込まれたオフ中のAV女優 跡美しゅり (23) 素のSEX隠し撮り | DVD  | KRHK-005 | 妄想族/コレ彦                      |            |
| 8月8日   | 濡れてテカってピッタリ密着 神競泳水着 | DVD  | OKK-005  | 親父の個撮                         |            |
| 8月8日   | サエない僕に同情した女子校生の妹に「擦りつけるだけだよ」という約束で素股してもらっていたら互いに気持ち良すぎてマ○コはグッショリ! でヌルっと生挿入! 「え!? 入ってる?」でもどうにも止まらなくて中出し! 7          | DVD  | IENF-021 | アイエナジー                       |            |
| 8月9日   | 「お父さん大好きだよ…」 単身赴任で離れ離れで暮らすことが決まった大好きな父に別れを惜しんでベロキス密着中出しSEX! 3                                                                                              | DVD  | VRTM-447 | V&R PRODUCE                        |            |
| 9月1日   | 今日はお前らの乳首イジり倒してやるからな!!こねくり痴女責めで悶絶!寸止め!常にギュ～ン性交 | DVD  | MIAA-142 | MOODYZ                             |            |
| 9月13日  | 小悪魔女王様 跡美しゅりのM男ハメ撮り調教 | DVD  | XRW-748  | ケイ・エム・プロデュース/ REAL     |            |
| 9月13日  | ラッキーパンチラ学園 挑発チラリズムハーレム | DVD  | MIRD-193 | MOODYZ                             |            |
| 10月13日 | 文系女子がレズり合ってSEXを描くエロ漫画研究部 | DVD  | MIRD-195 | MOODYZ                             |            |
| 11月8日  | 完全主観 妹系メイド出張デリヘル パイパン中出しオプション付き | DVD  | MDBK-067 | ケイ・エム・プロデュース/ BAZOOKA  |            |
| 11月25日 | 大久保で予約の取れない人気店! ナマ本番が絶対ヤレる最高級コリアン中出しエステ店 | DVD  | HND-758  | 本中                               |            |
| 12月13日 | コタツの中を覗くと娘の無防備パンチラが! 我慢できず発達途中のマ○コに触れると 愛液垂らしながら大悶絶! 母が隣に居るにも関わらずこっそり近親相姦生中出しSEX! 2                                                      | DVD  | VRTM-468 | V&R PRODUCE                        |            |
| 12月26日 | 濡れてテカってピッタリ密着 神旧型スク水 | DVD  | OKX-003  | 親父の個撮                         |            |

#### 2020年
| 発売日  | タイトル | 規格 | 品番     | メーカー                          | 備考          |
| ------- | --- | ---- | -------- | --------------------------------- | ------------- |
| 1月17日 | 「おじさんの家をキレイにしにきました…」 お小遣い欲しさにスク水ニーハイ姿で清掃する純真無垢な小娘にオトナチ○ポねじ込み激ピストン! 膣奥突かれて何度も大絶頂! 何度も中出し!                              | DVD  | VRTM-476 | V&R PRODUCE                       |               |
| 5月21日 | えっちな女子校生の淫語かたりかけ ぐちゅぐちゅ連続絶頂ブルマオナニー 4 | DVD  | IENF-084 | アイエナジー                      |               |
| 6月12日 | 激カワ女子大生限定シェアハウスの管理人になったボク 管理人の僕は問題児だらけの女子大生に事あるごとに呼び出されて家事の手伝いから性欲の処理までやらされることに…トホホ 2                                | DVD  | MDBK-109 | ケイ・エム・プロデュース/ BAZOOKA |               |
| 7月3日  | エロ宇宙怪獣あとみっく★しゅり地球襲来!! ちょっと世界の平和をSEXで救ってもらっていいですか? | DVD  | ONEZ-245 | ONEZ                              |               |
| 7月10日 | 生中出しアイドル枕営業 Vol.010 | DVD  | BAZX-240 | ケイ・エム・プロデュース/ BAZOOKA | 「SHURI」名義 |
| 8月7日  | 常に腋見せフェチイメクラ Vol.005 | DVD  | ONEZ-250 | ONEZ                              |               |
| 9月11日 | 女子●生の超敏感な乳首をイジくりまくり 感度MAXで激イキSEX! 2 | DVD  | MDBK-128 | ケイ・エム・プロデュース/ BAZOOKA |               |
| 10月8日 | サエない僕に同情した女子校生の妹に「擦りつけるだけだよ」という約束で素股してもらっていたら互いに気持ち良すぎてマ○コはグッショリ! でヌルッと生挿入!「え!? 入ってる?」でもどうにも止まらなくて中出し! 9 | DVD  | IENF-104 | アイエナジー                      |               |
| 10月9日 | 絶対イチャラブ宣言! 完全主観 妹制服リフレ VOL.001 | DVD  | BAZX-251 | ケイ・エム・プロデュース/ BAZOOKA |               |

### アダルトVR
- ワル騎り（4月26日、ワープエンタテインメント）
- チクビ快感伝道師 Ver.悪友JKダブル責め（4月26日、ワープエンタテインメント）
- しゅりちゃん ロリパイパンマ○コでオナニーやり放題!（7月20日、みるきぃぷりん♪）
- 強気なヒロインを『アへ顔』で快楽の虜になるまで拘束バイブ責め調教（7月20日、みるきぃぷりん♪）
- どこを向いても裸の美女だらけ! AV史上初! 360°3D映像! 極上美女14人(+1)に囲まれ前後左右全てから責められる超高刺激! 今まで体験したことのない究極ハーレムSEX!（8月1日、SODクリエイト）
- 超3DVR本物中出し 8人のオレ嫁たちに必死で子作りせがまれるハーレム中出しSEX（8月1日、本中）
- おジャ魔○・しゅりちゃんが、セックスで負け、顔面シャワー!（8月3日、みるきぃぷりん♪）
- ちっぱい美少女しゅりちゃんのおじさんデカチ○ポおねだり種付けSEX!（8月3日、みるきぃぷりん♪）
- ひと夏の悪戯（9月1日、ワープエンタテインメント）
- 小悪魔美痴(ビッチ)の隠語足コキM男イカセ（9月28日、みるきぃぷりん♪）
- ラブラブ超舌フェラ、しゅりはスク水でーす!（10月5日、みるきぃぷりん♪）
- 常に密着イチャイチャ超高級ハーレムソープ スペシャルイス洗いコース全員挿入中出し編（10月20日、SODVR）
- 僕だけのご奉仕Wパイパンメイドちゃん! 連続挿入中出し逆3Pファック（11月14日、AVVR）
- JKリフレ 裏オプションはWフェラ手コキ（12月16日、AVVR）

- 真正ツンデレ跡美しゅりの自由きままなガチンコ生中出しSEX（3月28日、AVVR）
- ≪囁きボイス≫ カノジョの勤務している病院に入院したら夜勤のカノジョがこっそり来た（4月21日、MARRION-VR）
- 跡美しゅりJOI 上から目線であなただけを見つめて語りかけるオナニーサポート射精焦らしからの生中出しセックス（5月23日、KMPVR）
- STOP!! 不思議な時計で時間停止!! 時を止めて気づかれずに女医を犯す! 跡美しゅり完全STOP! 病院編（6月20日、KMPVR-bibi-）
- 一人暮らしの兄の部屋へ通う日焼けした可愛い妹と近親相姦中出し性交（6月27日、TMA）
- 3DVR 新少子化対策法可決!初対面でいきなり恋に落ち即子作り! 街の図書館で働く眼鏡地味子で恥ずかしがり屋のしゅりちゃんと恥じらい初SEX（7月9日、KMPVR）
- 停電エレベーター密室で抵抗も虚しく無慈悲に…「誰か!誰か!」と助けを求めるも無理やり胸を揉まれ クリも執拗に責められ睨みイラマ「やめろよぉ…ゲホッ!んんっ!」涙目で崩れ落ちるが強引に片足対面立位で猛烈な腰振り中出しされ倒れ込む（7月21日、ブイワンVR）
- 3DVR 新放課後美少女回春リフレクソロジー Vol.002（8月17日、KMPVR）
- J○リフレでW生パフォーマンスオナニー（8月17日、AVVR）
- 密室エレベーターガールと夢叶い欲望の限りを尽くす片足上げ対面性交 2 これは現実?「お客様気持ち良くなりませんか?」ジュボジュボと卑猥音 バックで膣奥を激突き「あぁ…しゅごぃ…オマ●コ気持ち良いでしゅかぁ…」ブルブル震え激昇天（9月22日、ブイワンVR）
- 跡美しゅりのSッ気本領発揮ラブイチャSEX 「ヘタクソw早くゥ!」ツンデレ度MAX 「ぐちょぐしゃになっちゃうぅ…バカ!」腹筋が浮くほどの腰振りで絶頂（10月13日、ブイワンVR）
- パンチラ×太もも×ニーソ 絶対領域VR 2（11月2日、CRYSTAL VR）
- 感度10倍! 超敏感な永井みひなのカラダになってドMレズ奴隷体験VR ドSな2人にイジメ抜かれる雌豚レズビアン調教!（11月7日、ビビアン）
- どぴゅっ×10 連続射精!! イっても止めない小悪魔妹のしゅりちゃんと超濃密生中出しセックスしよ!（11月9日、KMPVR）
- WパイパンJKの超至極M性感リフレ!! 〜たっぷり変態ちんぽ可愛がってあげる〜（11月29日、KMPVR-彩-）
- 超ラッキーシチュエーションキタ━━━━━━（ﾟ∀ﾟ）━━━━━━ !!!!! 家出してきた小悪魔幼馴染にメチャクチャに筆おろしされる神展開SEX!!!（11月30日、KMPVR-彩-）
- 汗だく3Pスペシャル（12月1日、KMPVR）
- 【2発射】ドS捜査官と制服美少女 2!（12月8日、ブイワンVR）
- ち○ぽ君の大冒険（12月20日、こあらVR）※「VR-1グランプリ 2018」エントリー作品
- 超・長尺VR 学園で可愛い女子とイチャラブ中出しハーレムSEX（12月20日、メディアステーション）※「VR-1グランプリ 2018」エントリー作品

- 逆監禁生活 自宅に持ち帰られたアナタは身動きできない状態で彼女の気の済むまで好き放題セックスのお相手をさせられました（1月27日、KMPVR-bibi-）
- 跡美しゅりがあなたとのセックスでイキまくり感じながらずっと褒め続けてくれるVR（1月30日、KMPVR-彩-）
- バブみ全開!! ボクちゃんだけのママ保育士さん♪ 一緒に赤ちゃんプレイができる夢の風俗（2月1日、ワンチャン3DVR）
- 3DVR 美人インストラクターがマンツーマンで一緒にトレーニングしてくれるパーソナルジム! ワンチャンありの汗だくマッスルSEX（3月8日、ワンチャン3DVR）
- 劇的高画質 跡美しゅり アニマルコスで発情!? 6  熊コスでイチャイチャSEX中に電話! 我慢に我慢…でももう限界!「このオチ●ポが好きクマー! 気持ちイイクマァァ…」（4月6日、ブイワンVR）
- 絶頂射精 こねくりスペシャル‘跡美しゅり’が腰が砕けるほどに絶頂射精に誘う!! めちゃくちゃ気持ちいい絶頂射精3発射!! 3中出し!!（4月6日、KMPVR-bibi-）
- 高画質 跡美しゅり 変態ロリコンなボクが女子大生と風俗店で内緒プレイ… ロリ娘に罵られてビンビンのまま中出し!（4月24日、MAX-AVR）
- ニッポンの至宝! 人気女優たちが女子校生でオナニー指示スペシャル!!（4月30日、KMPVR）
- 射精管理VR（5月21日、KMPVR-彩-）
- クンニVR（5月24日、KMPVR）
- べろを見続けるVR 2（5月24日、KMPVR）
- 高画質 湿った黒パンスト 挑発オナニーJOI（6月12日、MAX-AVR）
- 花魁VR（6月12日、KMPVR）
- ツインテールの毛先で体をくすぐられたら勃起して… キレイな髪で乳首弄られ手コキと吐息が漏れる連続ロングキスと左右オッパイ吸いと対面座位とツインテールハンドルバックと超・覆いかぶさり正常位と毛先がサワサワ当たる覆いかぶさり騎乗位【生中出し】（7月26日、アリスJAPAN VR）
- 夢の学園性活 イチャラブ中出しSEX（9月3日、KMPVR-bibi-）
- ORT おちんこレスキューチーム ～ちんちんのトラブルお電話下さい～（10月23日、KMPVR）
- 小悪魔美少女の全力誘惑!? チート級にカワイイ同級生にヒソヒソ淫語で痴女られたボク（10月25日、KMPVR-bibi-）
- 【AV女優に突然無言勃起みせつけ】～現場に入り込み直接勃起見せつけたらどんな反応するのか? 舐めてくれるのか?～（11月20日、KMPVR）
- 脚でイカされるVR（11月21日、KMPVR）
- 【HQ超高画質】媚薬を持ち込んだアナタをミニスカ空港検疫官4人がボディチェック! ペロリと舐めて確かめた媚薬で美女達がキマッてエロぉ～く豹変! 個性満点の集団痴女に何度も中出し射精をさせられ…（11月29日、PREMIUM VR）
- 顔舐めVR（12月5日、KMPVR）
- 黒パンストVR（12月9日、KMPVR）
- 左右前後上下360度言葉責め! 女体サンドイッチオイルマッサージ3P!!（12月10日、KMPVR）
- 5日連続オナニー指示 完全管理射精指導（12月11日、KMPVR-bibi-）
- 感じている顔VR（12月16日、KMPVR）
- 目の前で繰り広げられる臨場感満載の舌と口と喉の動きがわかるディルドイラマチオ（12月25日、ROOKIE VR）
- 悲劇! 卑劣! 卑怯の極み。（12月26日、TEPPAN VR）
- ツインテールニーハイソックスパンチラ誘惑美少女中出し性交（12月31日、TMAVR）

- 恥ずかしい恰好でSEXして恥ずかしい顔を目の前で見れるイキ顔ドアップVR（1月8日、ROOKIE VR）
- 乳首責めVR（1月17日、KMPVR）
- ミニスカパンチラ★スケバンポリスVR 痴漢事件の共犯者として教え子4人から強烈な取り調べ! 「ワタシたちを舐めたら、いかんぜよ!!」 見た目はカワイイくせしてハードハーレムで自白強要5P SPECIAL!!（2月17日、MOODYZ VR）
- 跡美しゅりを電話一本で 究極のファンサービスwww（2月22日、TEPPAN VR）
- パイパンマ○コ見せつけVR（3月3日、KMPVR）
- VR アナル観察 ハイクオリティ ノーモザイク 2（6月22日、ガン見隊）
- 小悪魔跡美しゅり初ベスト!! コンプリートBEST（7月6日、KMPVR）※単体ベスト

### イメージDVD
| 発売日   | タイトル                                            | 規格   | 品番       | メーカー         | 備考           |
| 2015年   | 2015年                                              | 2015年 | 2015年     | 2015年           | 2015年         |
| -------- | --------------------------------------------------- | ------ | ---------- | ---------------- | -------------- |
| 12月23日 | 美少女採集                                          | DVD    | AQNU-013   | AQUA             |                |
| 2016年   |                                                     |        |            |                  |                |
| 10月25日 | 跡美しゅりはオレのカノジョ。                        | DVD    | GAOR-107   | GARDEN           |                |
| 2020年   |                                                     |        |            |                  |                |
| 5月26日  | ロ●ータ                                             | DVD    | LOOTA-029  | スパークビジョン |                |
| 5月26日  | ロ●ータ                                             | BD     | LOOTA-029B | スパークビジョン |                |
| 10月26日 | ゼンタイオナニー ～14人の絶頂・全身タイツオナニー～ | DVD    | ZTON-001   | スパークビジョン | オムニバス作品 |

## 出演

### テレビ
- 闘え!パチスロリーグ（2018年9月 - 2019年8月、MONDO TV） - リーグ優勝

### ラジオ
- ステラ☆HappyStyle！/今夜はしゅりさきが彼女（2020年11月 - 、FMふくろう） - MC